# Muzaffarnagar (miasto)
Muzaffarnagar (hindi: मुजफ्फरनगरम्) – miasto w północnych Indiach w stanie Uttar Pradesh, na Nizinie Hindustańskiej.
Populacja miasta w 2001 roku wynosiła 331 668 mieszkańców.
Miasto jest ośrodkiem hutnictwa oraz przemysłu papierniczego i cukrowniczego.
Specyfiką miasta jest wielowyznaniowość jego mieszkańców. Nieznaczną większość stanowią hinduiści, lecz udział muzułmanów w populacji wynosi około 40%. Obecne są też mniejszości sikhów i chrześcijan.